# Honda MSX
La Honda MSX (Mini Street Xtreme), commercializzata anche come Honda Grom nei USA, mentre in alcuni paesi europei viene commercializzata con il nome di Skyteam M3, in asia è commercializzata come Motrac M3, è un modello prodotto in Thailandia per la Honda.

## Descrizione
Si tratta di un modello economico e costruttivamente semplice e affidabile, che punta più sulla sostanza che sull'apparenza, con un occhio di riguardo all'estetica.
Nel 2016 venne ricreata la carenatura della moto ed effettuati alcuni aggiornamenti tecnici tra cui lo scarico basso, prima vicino alla sella, inoltre il gruppo ottico anteriore ora è composto da due elementi sovrapposti a led.
Per il mercato asiatico venne prodotto anche nella cilindrata da 50cc con un motore alimentato a carburatore